# Neil Shephard

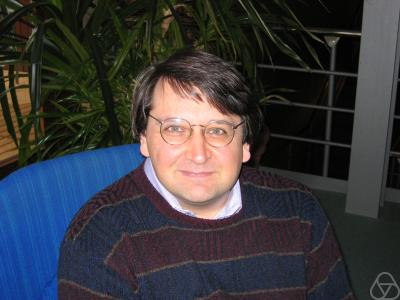
Shephard im Jahr 2004

Neil Shephard (* 8. Oktober 1964 in Plymouth, Vereinigtes Königreich) ist ein britischer Wirtschaftswissenschaftler. Sein Spezialgebiet liegt im Bereich der Ökonometrie.

## Werdegang
Shephard studierte Wirtschaftswissenschaften und Statistik an der York University. Sein Studium schloss er 1986 als Bachelor of Arts mit Auszeichnung ab. Ein Jahr später machte er im Bereich Statistik den Master of Science an der London School of Economics, wo er 1990 auch den akademischen Grad des Ph.D. im Bereich Ökonometrie erlangte.
Zwischen 1988 und 1993 war Shephard an der London School of Economics tätig. Parallel arbeitete er ab 1991 als Forschungsstipendiat am Nuffield College an der Universität Oxford. 1993 wurde er dort offiziell in den Forschungsstab übernommen und wurde 1999 Professor an der Universität. Seit 2006 ist er zudem Direktor des Oxford Finance Research Centre.
Seit 2004 ist Shephard Mitglied der Econometric Society und wurde zwei Jahre später als seinerzeit jüngstes Mitglied in die British Academy gewählt.

## Forschung und Lehre
Shephard ist vor allem im Bereich Ökonometrie engagiert. Dabei hat er den Schwerpunkt seiner Arbeit auf die Volatilität und die Feinstruktur der Finanzmärkte sowie in Zusammenarbeit mit Ole Barndorff-Nielsen auf Sprungstellen in der Marktentwicklung gelegt.

## Preise und Auszeichnungen
- 2012: Richard-Stone-Preis (zusammen mit Kevin Sheppard und Julien Prat)[1]